# Henri Caffarel
Henri Caffarel (Lione, 30 luglio 1903 – Troussures, 18 settembre 1996) è stato un presbitero e mistico francese.
Impegnato nei temi della famiglia, fu il fondatore delle Équipes Notre-Dame, associazione di coppie cattoliche sposate, e di altri gruppi in supporto alla vedovanza.

## Biografia

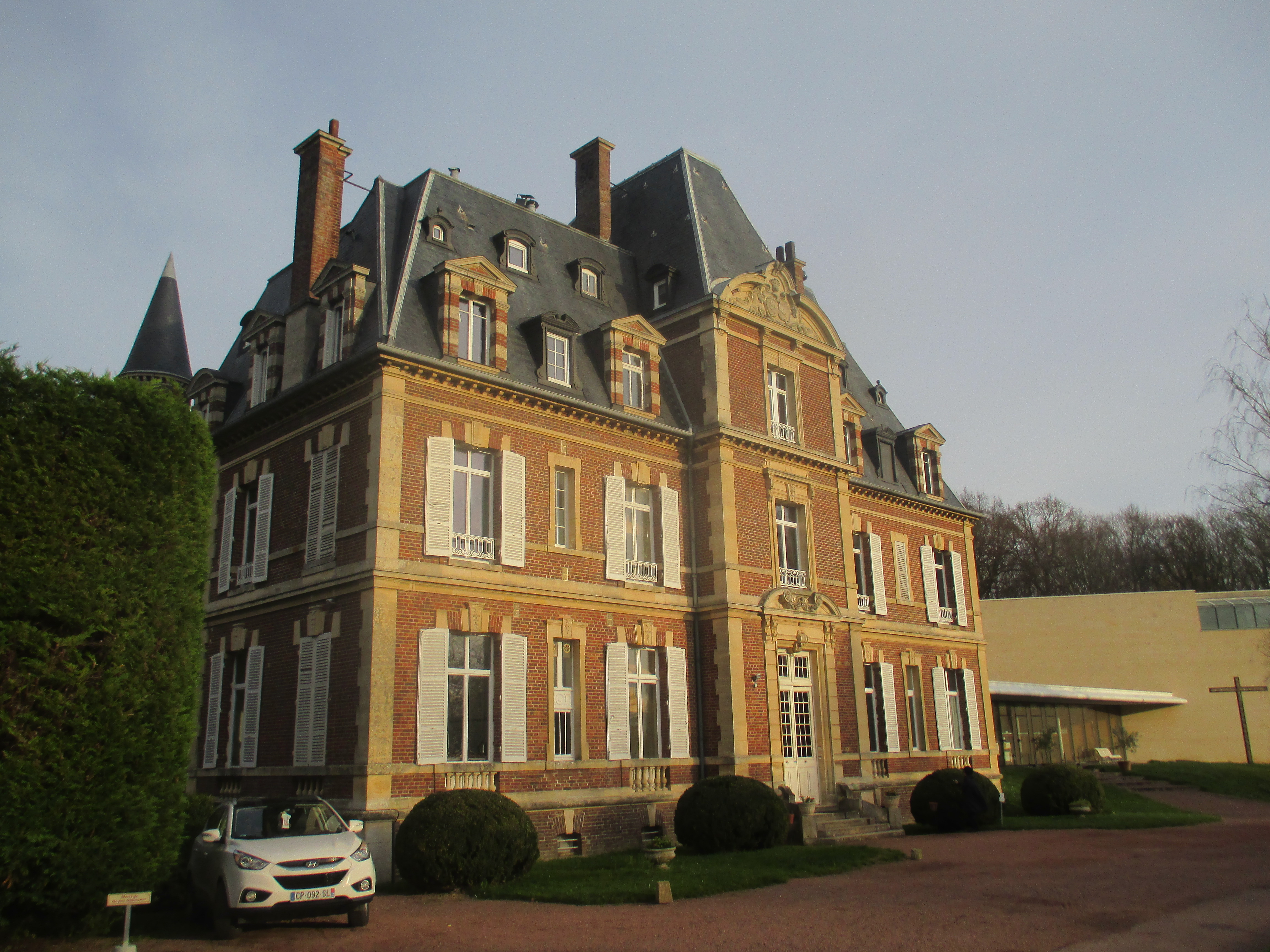
Castello di Troussures.

Henri Caffarel, nato il 30 luglio 1903 a Lione e morto a Troussures (dipartimento dell'Oise) il 18 settembre 1996, è stato un sacerdote cattolico francese, fondatore delle Equipes Notre-Dame, nate nel 1939, e della rivista L'Anneau d'Or.(L'Anello d'oro, 1945)
Ha completato gli studi secondari presso la scuola marista di Lione.
Inizia gli studi presso la Facoltà di Giurisprudenza, che deve abbandonare per motivi di salute. Dopo gli anni della formazione, fu ordinato sacerdote a Parigi dal cardinale Verdier il 19 aprile 1930.
Sacerdote della diocesi di Parigi, ha concentrato la sua attività sulla formazione spirituale dei giovani laici, nell'ambito dei Giovani Operai Cattolici e successivamente nel segretariato dell'Azione Cattolica per i media: radio e cinema. Negli anni precedenti la seconda guerra mondiale, 1936-1939, la sua attività si concentrò sull'organizzazione di ritiri spirituali, soprattutto per i giovani studenti.
Il 25 febbraio 1939 ebbe luogo la prima riunione delle Equipes Notre-Dame (END), un movimento ecclesiale della Chiesa cattolica, da lui fondato e oggi presente in più di 90 paesi nei cinque continenti. Il suo obiettivo era quello di aiutare e guidare le coppie cristiane. Nel 1992 è stata riconosciuta dal Pontificio Consiglio per i Laici come associazione internazionale di fedeli di diritto pontificio.
Nel 1947 padre Caffarel pubblicò la Carta di fondazione delle Equipes. Nel 1973, lasciò la direzione del movimento END a un'équipe di 6 coppie e ad un sacerdote e si ritirò nella casa di Toussures, che trasformò in una casa di preghiera. Lì, fin dal 1966, aveva iniziato ad organizzare settimane di preghiera.
Nel 1945 fondò, tra le altre, la rivista "L'anneau d'Or" sulla spiritualità coniugale e familiare, che ebbe un grande impatto e fu ampiamente diffusa negli ambienti cattolici, soprattutto in Francia, fino al 1967.
Nel 1956, preoccupato per la preparazione al matrimonio, creò il Centre de Préparation au Mariage (CPM), inizialmente legato alle Equipes Notre-Dame, per poi diventare un movimento indipendente.
Nel 1957 avviò una piccola rivista "Cahiers sur l’oraison" che, insieme ai corsi per corrispondenza, occuperà la sua attività per molti anni fino al 1989.
La causa di beatificazione, di padre Caffarel è stata aperta il 25 aprile 2006 dal cardinale André Vingt-Trois, arcivescovo di Parigi, su richiesta delle Equipes Notre-Dame, con il consenso del vescovo di Beauvais, della diocesi di appartenenza e della Congregazione delle Cause dei Santi, basata sulla certezza che padre Caffarel è stato un Servo di Dio. La sua santità è stata quella di un profeta del XX secolo, come è stato definito ai suoi funerali nella chiesa della Madeleine dall'arcivescovo di Parigi, il cardinale Lustiger. La causa ha ormai superato la fase diocesana.